# Зарубин, Леонид Семёнович
Зару́бин Леони́д Семёнович (укр. Зарубін Леонід Семенович; 1 сентября 1926, Радянское, Полтавский район — 9 декабря 2003, Киев) — советский и украинский режиссёр кукольных мультипликационных фильмов.

## Биография
Родился 1 сентября 1926 года в селе Старый Орлик Кобелякского района (ныне Полтавской области) Украинской ССР.
В 1949 году окончил Днепропетровское государственное театральное училище, актёрский факультет.
В 1957 году окончил режиссёрский факультет Киевского Государственного института театрального искусства имени Карпенко-Карого, по специальности актёр драматического театра.
С 1949 по 1952 год работал актёром драматического театра в городе Кривой Рог.
С 1957 по 1965 год — главный режиссёр республиканского Киевского театра кукол.
С 1965 года работал на киностудии «Киевнаучфильм» режиссёром кукольного мультипликационного кино.
Умер 9 декабря 2003 года в Киеве.

## Фильмография

### Режиссёр
- 1968 — «Подарок» (первый кукольный мультфильм киностудии «Киевнаучфильм»)
- 1968 — «Ивасик-Телесик»
- 1969 — «Страшный зверь»
- 1970 — «Как Ёжик шубку менял»
- 1971 — «Соломенный бычок»
- 1972 — «Бегемот и солнце»
- 1972 — «Про поросёнка, который умел играть в шашки»
- 1973 — «Мышонок, который хотел быть похожим на человека»
- 1974 — «Козлик и ослик»
- 1974 — «Олешка белые рожки»
- 1975 — «А нам поможет робот»
- 1976 — «Козлик и его горе»
- 1976 — «Козлик и ослик»
- 1977 — «Никчемучка»
- 1977 — «Почемучка»
- 1978 — «Цыплёнок в клеточку»
- 1979 — «Сказка о чудесном докторе»
- 1980 — «Солнышонок, Андрейка и темнота»
- 1981 — «Ванька Жуков»
- 1982 — «Колосок»
- 1983 — «Человек в футляре»
- 1984 — «Два справедливых цыплёнка»
- 1986 — «Морозики-морозы»
- 1986 — «Человек и лев»
- 1987 — «Старый сапожник»
- 1988 — «Кавардак»
- 1990 — «Деревянные человечки»
- 1993 — «Тредичино»